# Domenico Marzi (1954)
Domenico Marzi (Frosinone, 15 febbraio 1954) è un politico italiano, sindaco di Frosinone dal 1998 al 2007, conosciuto anche come Domenico Marzi Jr. per differenziarlo dal nonno Domenico Marzi, ex-deputato e anch'egli primo cittadino del capoluogo ciociaro.

## Biografia
Laureatosi in Giurisprudenza all'Università di Perugia, dal 1979 svolge la professione di avvocato nel proprio studio legale a Frosinone.
Alle elezioni amministrative del 1998, Marzi diventa il candidato ufficiale dell'Ulivo per la carica di sindaco di Frosinone, risultando eletto al ballottaggio. Verrà riconfermato alle elezioni del 2002, pur ritrovandosi senza una maggioranza in consiglio comunale poiché l'insieme delle liste a sostegno dell'avversario Nicola Ottaviani, sostenuto dalla Casa delle Libertà, superò il 50% dei voti.
Nei 9 anni da sindaco, Marzi ha concentrato le proprie energie nel risolvere questioni relative alle infrastrutture cittadine, promuovendo la costruzione di marciapiedi in quartieri adibiti alle attività commerciali e la messa a punto del sistema fognario.
Nel 2009, Marzi si candida alla carica di Presidente della Provincia di Frosinone, sostenuto dall'Unione di Centro e da alcune liste civiche, risultando terzo, dietro all'ex-leader socialdemocratico Gian Franco Schietroma e al candidato di centro-destra Antonello Iannarilli, risultato vincitore.
Si candida nuovamente come primo cittadino alle elezioni comunali del 2012, sostenuto dall'Italia dei Valori e dal Partito Socialista, classificandosi terzo, dietro al sindaco uscente (e suo successore) Michele Marini e dal candidato del Popolo della Libertà Nicola Ottaviani, poi eletto.
Dal 2015, Marzi è iscritto al Partito Democratico.